# Subhuman
Subhuman , il 2° singolo dei Garbage, è apparso come singolo solo in Inghilterra.
In altri paesi è stato utilizzato come lato-b della canzone Vow e nella pubblicazione in Giappone dell'album Garbage.

## Profilo
Subhuman è stata scritta e registrata agli Smart Studios nel 1994 durante le sessioni di registrazione del loro primo album.

## Distribuzione del singolo
Subhuman era stato progettato inizialmente come lato-b del singolo Vow. In seguito è stato pubblicato come singolo autonomo in Inghilterra figurando come lato-b la canzone Vow. È stato il primo singolo ad entrare nella top 75 del Regno Unito prendendo la 50ª posizione. Fino al 2007 è stato l'ultimo singolo dei Garbage a non entrare nella top 40 dell'Inghilterra.
Subhuman non ha un video musicale ufficiale.
I Garbage non hanno mai rilevato cosa volessero intendere con questa canzone. Molto probabilmente si pensa alla manipolazione mentale delle persone che sia attraverso la religione, un culto o la cultura pop.

## Tracce
- 7" vinile Mushroom

1. "Subhuman" - 4:36
2. "#1 Crush" - 4:52

- CDS Mushroom

1. "Subhuman" - 4:36
2. "#1 Crush" - 4:52
3. "Vow" - 4:30

## Classifiche
| Classifica (1995) | Posizione massima |
| ----------------- | ----------------- |
| Regno Unito       | 50                |